# Alain
Alain puede significar también la abreviatura botánica de Alain Henri Liogier 
Alain, pseudónimo de Émile-Auguste Chartier (Mortagne-au-Perche, 3 de marzo de 1868-Le Vésinet, 2 de junio de 1951), fue un filósofo, periodista y profesor francés. Fue sepultado en el Cementerio Père-Lachaise.

## Biografía
En 1881 ingresó al Liceo de Alençon y permaneciendo ahí durante cinco años. El 13 de junio de 1956, este liceo tomó el nombre de su alumno más célebre: Liceo Alain.
Después de la Escuela Normal Superior y la agregación en Filosofía fue nombrado profesor en diversos liceos. A partir de 1903, empezó a publicar en diferentes diarios cerca de 3000 crónicas breves bajo la firma de Alain. En 1909, es el profesor de las clases preparatorias literarias en el Liceo Henri-IV, lugar donde ejerce una profunda influencia en sus alumnos (Raymond Aron, Simone Weil, Georges Canguilhem, entre otros) porque no enseña en «qué» pensar sino en «cómo» pensar.
En las cercanías de la Primera Guerra Mundial, Alain milita en el pacifismo y cuando aquella es declarada, sin renunciar a sus ideas, se compromete como ciudadano francés. Brigadier de artillería, es desmovilizado en 1917 con un pie triturado. Habiendo vivido las atrocidades de la guerra publica en 1921 su célebre panfleto Marte o la verdad de la guerra. En el plano político se compromete con el movimiento radical por una república liberal y controlada estrictamente por el pueblo.Su obra escrita estará centrada por el pacifismo y en contra del ascenso de los fascismos. Es cofundador en 1934 del Comité de Vigilancia de los Intelectuales Antifascistas (CVIA). En 1936, un ataque cerebral lo condena a una silla de ruedas.
Después de su muerte se crean el Instituto Alain en París, la asociación Los amigos de Alain y el Museo Alain Mortagne-au-Perche, que contribuyen a dar a conocer su obra y editar los textos inéditos.

## Marte o la verdad de la guerra(1921)
En ese panfleto Alain explica lo que él experimentó con más fuerza en el frente de batalla: la esclavitud. Se rebela contra el desprecio de los oficiales por la tropa que «hablan a los hombres como a las bestias». «No soporta la vivencia de esta matanza organizada que el Hombre inflige al Hombre».
No acepta la puesta en marcha de esta enorme máquina destinada a mantener a seres humanos en la obediencia y explica por qué nunca quiso otros galones que los de brigadier.

## Obra
Cartas
- Lettres au Dr. Henri Mondor. NRF, Paris, 1924.

Ensayos
- Petit Traité d'Harmonie pour les aveugles. Institut Alain, Le Vésinet, 2008. ISBN 2-90-5753-28-5 (reimpresión de la edición, Paris, 1918)
- Système des Beaux-arts. Gallimard, Paris 1983, ISBN 2-07-025424-0 (reimpresión de la edición de Paris, 1920).
- Mars ou la guerre jugée. Fischer-Taschenbuchverlag, Frankfurt/Main, 1985. ISBN 3-596-25850-2
- Souvenirs concernant Jules Lagneau. 11.ª ed. Gallimard, Paris, 1950.
- Propos sur le bonheur, 1925. Suhrkamp, Frankfurt/Main, 2005. ISBN 978-3-518-06821-2
- Sentiments, passions et signes. Neuaufl. Gallimard, Paris, 1950.
- Le citoyen contre les pouvoirs. Slatkine, Genf, 1979 (reimpresión de la edición de  Paris, 1926).
- Les idées et les âges, 1927. Verlag Rauch, Düsseldorf, 1962. (Früherer Titel: Lebensalter und Anschauung).
- La visite au musicien. Gallimard, Paris, 1961. (Reimpresión de la edición de Paris, 1927).
- Entretiens au bord de la mer. Gallimard, Paris, 1998. ISBN 2-07-040609-1 (Reimpresión de la edición de Paris, 1931).
- Idées. Platon, Descartes, Hegel. Paris, 1932.
- Propos sur l'éducation, 1932. Schöningh, Paderborn, 1963.
- Les Dieux, 1933. Szczesny, Múnich, 1965.
- Stendhal. Rieder, Paris, 1935. (Maîtres des littératures; 20).
- Souvenirs de guerre. Hartmann, Paris, 1937.
- Entretiens chez le sculpteur. Gallimard, Paris, 1969. (Reimpresión de la edición de Paris, 1937).
- Les Saisons de l'esprit. Gallimard, Paris, 1981. (Reimpresión de la edición de Paris, 1937).
- Propos sur la religion, 1938. Schulte-Bulmke, Frankfurt/Main, 1948.
- Eléments de philosophie (Collection Idées; 13). Gallimard, Paris, 1977. (Reimpresión de la edición de Paris, 1940).
- Vigiles de l'esprit. Gallimard, Paris, 1962. (Reimpresión de la edición de Paris, 1942).
- Préliminaires à la mythologie. Hartmann, Paris, 1951 (Reimpresión de la edición Paris, 1943.)
- Préliminaires à l'ésthetique. Fischer-Taschenbuchverlag, Frankfurt/Main, 1985. ISBN 3-596-27345-5

Algunos Propos
- Propos sur l'esthétique. PUF, Paris, 1959. (Reimpresión de la edición de Paris, 1923).
- Propos sur les pouvoirs. Eléments d'une doctrine radicale. Gallimard, Paris, 1985. ISBN 2-07-032278-5 (Reimpresión de la edición de Paris, 1925).
- Propos de littérature. Hartmann, Paris, 1934.
- Propos de politique. Rieder, Paris, 1934.
- Propos d'économique. Gallimard, Paris, 1956. (Reimpresión de la edición de Paris, 1935).
- Le cent-un de propos“. Verlag der weißen Bücher, Leipzig, 1914.
- 60 propos“.. Suhrkamp, Frankfurt/Main, 1987. ISBN 3-518-01949-X
- Quatre-vingt-un Chapîtres sur l'esprit et les passions. 1917. Junius, Hamburg, 1991. ISBN 3-88506-420-0 (Sammlung Junius; 20).
- 55 propos et un essai. Neuaufl. Suhrkamp, Frankfurt/Main, 2002. ISBN 3-518-22067-5
- Dans la maison du peuple. Vues. Neuaufl. Insel-Verlag, Frankfurt/Main, 2002. ISBN 3-458-33622-2
- Être observée est en mutation. Vues. Insel-Verlag, Frankfurt/Main, 1994. ISBN 3-458-33259-6

Salidas
- Œuvres. Bibliothèque de la Pléiade; 116, 129, 142. Gallimard, Paris, 1960/62, 3 vols.

## Literatura
- Paul-Laurent Assoun u.a. (Hrsg): Alain – Freud. Essai pour mesurer un déplacement anthropologique. Institut Alain, Le Vésinet 1992
- Georges Bénézé: Généreux Alain. PUF, Paris 1962
- Emmanuel Blondel (ed.) Alain et Rouen 1900-1914. éditions PTC, Rouen 2007, ISBN 978-2-35038-025-4
- André Carnec: Alain et J. J. Rousseau. Contribution à la philosophie de l'éducation. Pensée Universelle, Paris 1977
- Suzsanne Dewit. Alain. Essay de bibliographie; 1893 - juin 1961. Commission belge de bibliographie, Brüssel 1961
- Didier Gil. Alain, la République ou le matérialisme. Klincksieck, Paris 1990, ISBN 2-86563-257-1
- Henri Giraud. La morale d'Alain. Édition Privat, Toulouse 1970 (zugl. Dissertation, Universität Dijon 1969)
- Bernard Halda. Alain (Classiques du XXe siècle; 70). Paris 1965.
- Gerhard Hess. Alain in der Reihe der französischen Moralisten. Ein Beitrag zum Verständnis des jüngeren Frankreichs (Romanische Studien; 30). Kraus Reprint, Nendeln/Liechtenstein 1967 (reimpresión de la edición Berlín 1932)
- Gilbert Kahn (Hrsg): Alain. Philosophe de la culture et théoricien de la démocratie. Les amis d'Alain, Paris 1976 (Colloque de Cérisy-la-Salle)
- Thierry Leterre: Alain, le premier intellectuel. Stock, Paris 2006, ISBN 2-234-05820-1
- André Maurois: Alain. Gallimard, Paris 1963 (reimpresión de la edición Paris 1949)
- André Maurois: Alain. In: Ders.: Von Proust bis Camus. 12 Autorenportraits („De Proust à Camus“, 1963). Droemer Knaur, Múnich 1964
- Jean Miquel: Les „Propos“ d’Alain. Éditions de la Pensée moderne, Paris 1967
- Henri Mondor: Alain. 14. Aufl. Gallimard, Paris 1953.
- Georges Pascal: L'idée de philosophie chez Alain. Bordas, Paris 1970 (zugl. Dissertation, Paris 1970).
- Georges Pascal: Pour connaître la pensée d’Alain. 3.ª ed. Bordas, Paris 1957
- Ollivier Pourriol: Alain, le grand voleur (Le Livre de Poche; 4400). Librairie GF, Paris 2006, ISBN 978-2-253-08380-1
- Olivier Reboul: L'élan humain ou l'education selon Alain (L'enfant; 16). Vrin, Paris 1979
- Olivier Reboul: L'homme et ses passions d'après Alain. PUF, Paris 1968 2 vols.

1. La passion. 1968
2. La sagesse. 1968

- Judith Robinson: Alain, lecteur de Balzac et de Stendhal. Corti, Paris 1958.
- André Sernin: Alain. Un Sage dans la cité; 1878–1951. Laffont, Paris 1985, ISBN 2-221-01307-7
- Sergio Solmi: Il pensiero de Alain. Adelphie, Mailand 2005, ISBN 88-459-1976-5 (reimpresión de la edición Mailand 1930)